# Lynn Westmoreland

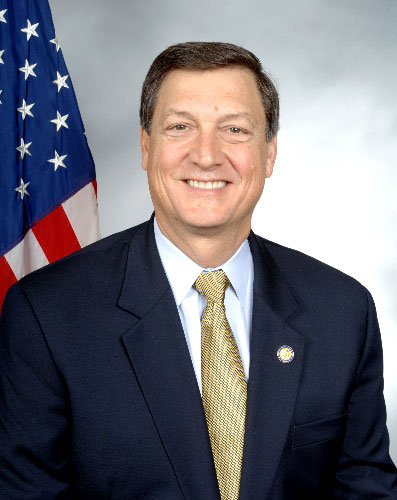
Lynn Westmoreland

Lynn A. Westmoreland (* 2. April 1950 in Atlanta, Georgia) ist ein US-amerikanischer Politiker. Von 2005 bis 2017 vertrat er den Bundesstaat Georgia im US-Repräsentantenhaus.

## Werdegang
Lynn Westmoreland besuchte die Therrell High School und studierte danach bis 1971 an der Georgia State University in Atlanta. Danach arbeitete er in der Immobilienbranche und im Bauwesen. Politisch schloss er sich der Republikanischen Partei an. Zwischen 1993 und 2004 saß er als Abgeordneter im Repräsentantenhaus von Georgia. Dort leitete er zeitweise die republikanische Fraktion.
Bei den Kongresswahlen des Jahres 2004 wurde er im achten Wahlbezirk von Georgia in das US-Repräsentantenhaus in Washington, D.C. gewählt, wo er am 3. Januar 2005 die Nachfolge von Mac Collins antrat. Nach mehreren Wiederwahlen kann er sein Mandat im Kongress insgesamt zwölf Jahre ausüben. Seit 2007 vertrat er aber als Nachfolger von James C. Marshall den dritten Distrikt von Georgia. Er war zwischenzeitlich Mitglied im Ausschuss für Verkehr und Infrastruktur, im Ausschuss für mittelständische Unternehmen, im Ausschuss zur Regierungsreform sowie in mehreren Unterausschüssen. Später gehörte er dem Committee on Financial Services und dem Permanent Select Committee on Intelligence sowie dem United States House Select Committee on Benghazi sowie zwei Unterausschüssen an. Im Präsidentschaftswahlkampf des Jahres 2008 fiel er durch einige abwertende Bemerkungen gegen den demokratischen Kandidaten und späteren Wahlsieger Barack Obama auf.
Nachdem Lynn Westmoreland bei den Kongresswahlen des Jahres 2014 in seinem Amt bestätigt wurde, konnte er am 3. Januar 2015 eine weitere zweijährige Amtszeit im Kongress antreten. Zwei Jahre später verzichtete er auf eine erneute Kandidatur. Daher schied er zum 3. Januar 2017 aus dem Kongress aus. Mit seiner Frau Joan hat er drei erwachsene Kinder. Privat lebt die Familie in Sharpsburg.